# Rudi Lipinski

Rudi Lipinski

Rudi Lipinski (* 26. März 1920 in Neukölln; † 13. Juli 2002 in Wittenberg) war Heimatforscher der Stadt Wittenberg und der Region des Alten-Kursachsens.
Als Stadtchronist dokumentierte er in Wort und Bild die Veränderungen der Lutherstadt und prägte das Stadtleben nicht nur durch seine Vielzahl von historischen Publikationen in den Printmedien. Durch öffentliche Vorträge und Veranstaltungen des von ihm mit gegründeten Heimatvereins der Lutherstadt Wittenberg schärfte er das Interesse an der Geschichte der Stadt.
Beruflich war er als Geschäftsführer der Einkaufs- und Liefergenossenschaft (ELG) des Malerhandwerks tätig.
Im Jahre 2002 wurde Rudi Lipinski für seine herausragenden gesellschaftlichen Verdienste vom Ministerpräsidenten des Landes Sachsen-Anhalt Wolfgang Böhmer mit der Ehrennadel des Ministerpräsidenten ausgezeichnet.

## Aufsätze
- Für Humanität und Fürsorge. In: Mitteldeutsche Zeitung vom 10. Juli 1993.
- Ehrenbürger Wittenbergs. Beitragsserie in der Mitteldeutschen Zeitung, 1993.

| Personendaten    | Personendaten                                                   |
| ---------------- | --------------------------------------------------------------- |
| NAME             | Lipinski, Rudi                                                  |
| KURZBESCHREIBUNG | deutscher Heimatforscher und Stadtchronist der Stadt Wittenberg |
| GEBURTSDATUM     | 26. März 1920                                                   |
| GEBURTSORT       | Neukölln                                                        |
| STERBEDATUM      | 13. Juli 2002                                                   |
| STERBEORT        | Wittenberg                                                      |